# Аракава Сідзука
Аракава Сідзука  (яп. 荒川 静香; 29 грудня 1981) — японська фігуристка, олімпійська чемпіонка.

## Виступи на Олімпіадах
| Олімпіада   | Дисципліна       | Місце |
| ----------- | ---------------- | ----- |
| Нагано 1998 | одиночний розряд | 13    |
| Турин 2006  | одиночний розряд | 1     |